# Párovací reakce
Párovací reakce je označení organických reakcí, při kterých se spojí dvě menší molekuly za katalýzy kovem. Příkladem může být reakce, kdy organokovová sloučenina R-M (R = organická skupina, M = kov hlavní skupiny) reaguje s organohalogenidem R'-X za tvorby produktu R-R' obsahujícího novou vazbu uhlík–uhlík. Nejčastějším druhem párovacích reakcí jsou křížové párovací reakce.
Richard F. Heck, Eiči Negiši a Akira Suzuki získali v roce 2010 Nobelovu cenu za chemii za rozvoj křížových párovacích reakcí katalyzovaných palladiem.
Rozlišují se dva hlavní druhy párovacích reakcí:
- Heteropárování, neboli křížové párování, kdy se spojují dvě sloučeniny různého typu; sem patří například Heckova reakce alkenu (RC=CH) a halogenalkanu (R'-X) za vzniku substituovaného alkenu.
- Homopárování, kde se spojují dvě sloučeniny stejného druhu; lze sem zařadit Glaserovo párování dvou acetylidů (RC≡CH) za tvorby dialkynu (RC≡C-C≡CR).

## Druhy homopárování
K homopárovacím reakcím patří například Ullmannova reakce:
| Reakce              | Rok objevu | Reaktant A          | Reaktant A | Reaktant B          | Reaktant B | Činidlo                  | Poznámky                      |
| ------------------- | ---------- | ------------------- | ---------- | ------------------- | ---------- | ------------------------ | ----------------------------- |
| Wurtzova reakce     | 1855       | R-X                 | sp3        | R-X                 | sp3        | Na jako redukční činidlo |                               |
| Pinakolové párování | 1859       | R-HC=O nebo R2(C=O) |            | R-HC=O nebo R2(C=O) |            | různé kovy               | je potřeba donor protonů      |
| Glaserovo párování  | 1869       | RC≡CH               | sp         | RC≡CH               | sp         | Cu                       | O2 jako akceptor vodíku       |
| Ullmannova reakce   | 1901       | Ar-X                | sp2        | Ar-X                | sp2        | Cu                       | provádí se za vysokých teplot |

## Křížové párovací reakce
Jako příklad překřížené párovací reakce lze uvést Heckovo párování alkenu s arylhalogenidem:
| Reakce                                              | Rok  | Reaktant A       | Reaktant A       | Reaktant B           | Reaktant B   | Katalyzátor              | Poznámky                                               |
| --------------------------------------------------- | ---- | ---------------- | ---------------- | -------------------- | ------------ | ------------------------ | ------------------------------------------------------ |
| Grignardova reakce                                  | 1900 | R-MgBr           | sp, sp2 nebo sp3 | R-HC=O nebo R(C=O)R2 | sp2          | nepoužívá se katalyzátor |                                                        |
| Gombergova–Bachmannova reakce                       | 1924 | Ar-H             | sp2              | Ar'-N2+X−            | sp2          | nepoužívá se katalyzátor |                                                        |
| Cadiotovo–Chodkiewiczovo párování                   | 1957 | RC≡CH            | sp               | RC≡CX                | sp           | Cu                       | potřeba zásady                                         |
| Castrovo–Stephensovo párování                       | 1963 | RC≡CH            | sp               | Ar-X                 | sp2          | Cu                       |                                                        |
| Coreyova–Houseova syntéza                           | 1967 | R2CuLi nebo RMgX | sp3              | R-X                  | sp2, sp3     | Cu                       | varianta katalyzovaná mědí byla objevena v roce 1971   |
| Cassarova reakce                                    | 1970 | alken            | sp2              | R-X                  | sp3          | Pd                       | nutná zásada                                           |
| Kumadovo párování                                   | 1972 | Ar-MgBr          | sp2, sp3         | Ar-X                 | sp2          | Pd, Ni, nebo Fe          |                                                        |
| Heckova reakce                                      | 1972 | alken            | sp2              | Ar-X                 | sp2          | Pd/Ni                    | nutná zásada                                           |
| Sonogaširovo párování                               | 1975 | RC≡CH            | sp               | R-X                  | sp3 sp2      | Pd a Cu                  | nutná zásada                                           |
| Negišiovo párování                                  | 1977 | R-Zn-X           | sp3, sp2, sp     | R-X                  | sp3 sp2      | Pd nebo Ni               |                                                        |
| Stilleova reakce                                    | 1978 | R-SnR3           | sp3, sp2, sp     | R-X                  | sp3 sp2      | Pd                       |                                                        |
| Suzukiova reakce                                    | 1979 | R-B(OR)2         | sp2              | R-X                  | sp3 sp2      | Pd/Ni                    | potřeba zásady                                         |
| Hijamovo párování                                   | 1988 | R-SiR3           | sp2              | R-X                  | sp3 sp2      | Pd                       | potřeba zásady                                         |
| Buchwaldova–Hartwigova aminace                      | 1994 | R2N-H            | sp3              | R-X                  | sp2          | Pd                       | N-C párování                                           |
| Fukujamovo párování                                 | 1998 | R-Zn-I           | sp3              | RCO(SEt)             | sp2          | Pd/Ni                    |                                                        |
| Liebeskindova–Šroglova reakce                       | 2000 | R-B(OR)2         | sp3, sp2         | RCO(SEt) Ar-SMe      | sp2          | Pd                       | potřeba thiofen-2-karboxylátu měďného                  |
| (Li) Křížová dehydrogenativní párovací reakce (CDC) | 2004 | R-H              | sp, sp2, sp3     | R'-H                 | sp, sp2, sp3 | Cu, Fe, Pd etc           | je nutné oxidační činidlo nebo provedení dehydrogenace |

## Použití
Párovací reakce mají využití například při výrobě léčiv; těmito postupy se rovněž vyrábějí konjugované polymery.